# Política externa de Vladimir Putin

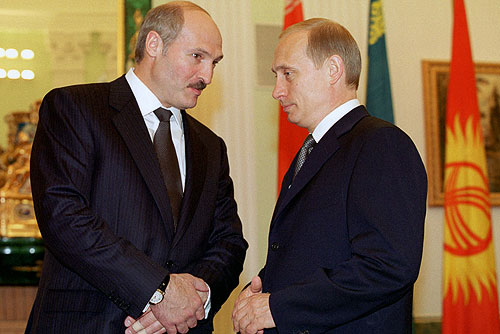
O presidente da Bielorrússia, Aleksandr Lukashenko, com Vladimir Putin em 2002. O autocrata é um dos aliados mais próximos de Putin.

A política externa de Vladimir Putin diz respeito às políticas do presidente da Federação Russa, Vladimir Putin, em relação a outras nações. Ele ocupou o cargo de Presidente anteriormente, de 2000 a 2008, reassumiu o poder novamente em 2012 e é Presidente desde então.
No final de 2013, as relações entre a Rússia e os Estados Unidos estavam num ponto baixo. Os Estados Unidos cancelaram uma cúpula pela primeira vez desde 1960, depois que Putin deu asilo a Edward Snowden. Washington considerava a Rússia obstrucionista em relação à Síria, Irã, Cuba e Venezuela. Por sua vez, essas nações olham para a Rússia em busca de apoio contra os Estados Unidos. Algumas nações da Europa Ocidental compram gás russo, mas estão preocupadas com a interferência nos assuntos da Europa Oriental. A expansão da OTAN e da UE para a Europa Oriental entra em grande conflito com os interesses russos, o que os levou a se tornarem mais agressivos para tentar influenciar e "russificar" a Europa Oriental, o Cáucaso e a Ásia Central.
Além dos vizinhos da Rússia nas relações exteriores está a Índia, que em determinado momento foi uma aliada próxima da Rússia e da União Soviética, mas agora está se aproximando dos Estados Unidos com laços nucleares e comerciais mais fortes. O Japão e a Rússia continuam em desacordo sobre a propriedade das Ilhas Curilas; esta disputa tem dificultado muita cooperação durante várias décadas, tendo-se originado desde a anexação das mesmas pela União Soviética no final da Segunda Guerra Mundial. A China tornou-se recentemente uma aliada próxima da Rússia, apesar da sua desavença com a antiga União Soviética.
Em 2014, com a decisão da OTAN de suspender a cooperação prática com a Rússia e a decisão de todos os principais países ocidentais de impor uma série de sanções contra a Rússia, em resposta à intervenção militar russa na Ucrânia, a relação da Rússia com o Ocidente passou a ser caracterizada como assumindo uma natureza adversária, ou o advento da II Guerra Fria.

## Relações com a OTAN e seus países membros

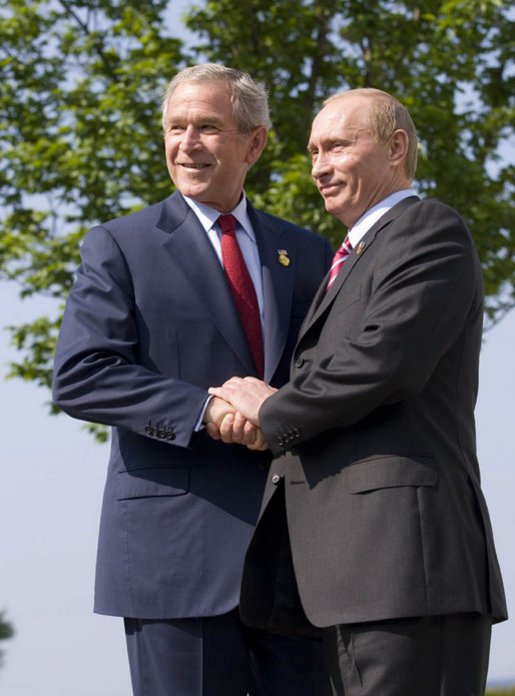
O presidente dos EUA, George W. Bush, e Putin na 33ª cúpula do G8, junho de 2007

Após os ataques de 11 de Setembro, Putin apoiou os EUA na Guerra contra o Terror, criando assim uma oportunidade para aprofundar a relação com a principal potência ocidental e da OTAN. Em 13 de Dezembro de 2001, Bush notificou a Rússia da retirada unilateral dos Estados Unidos do Tratado de Mísseis Antibalísticos. Do ponto de vista da Rússia, a retirada dos EUA do acordo, que assegurava a paridade estratégica entre as partes, destruiu as esperanças de uma nova parceria. A Rússia opôs-se à expansão da OTAN que ocorreu na cimeira de Praga em 2002.
Desde 2003, quando a Rússia não apoiou a Guerra do Iraque e quando Putin se distanciou cada vez mais do Ocidente em suas políticas internas e externas, as relações permaneceram tensas.

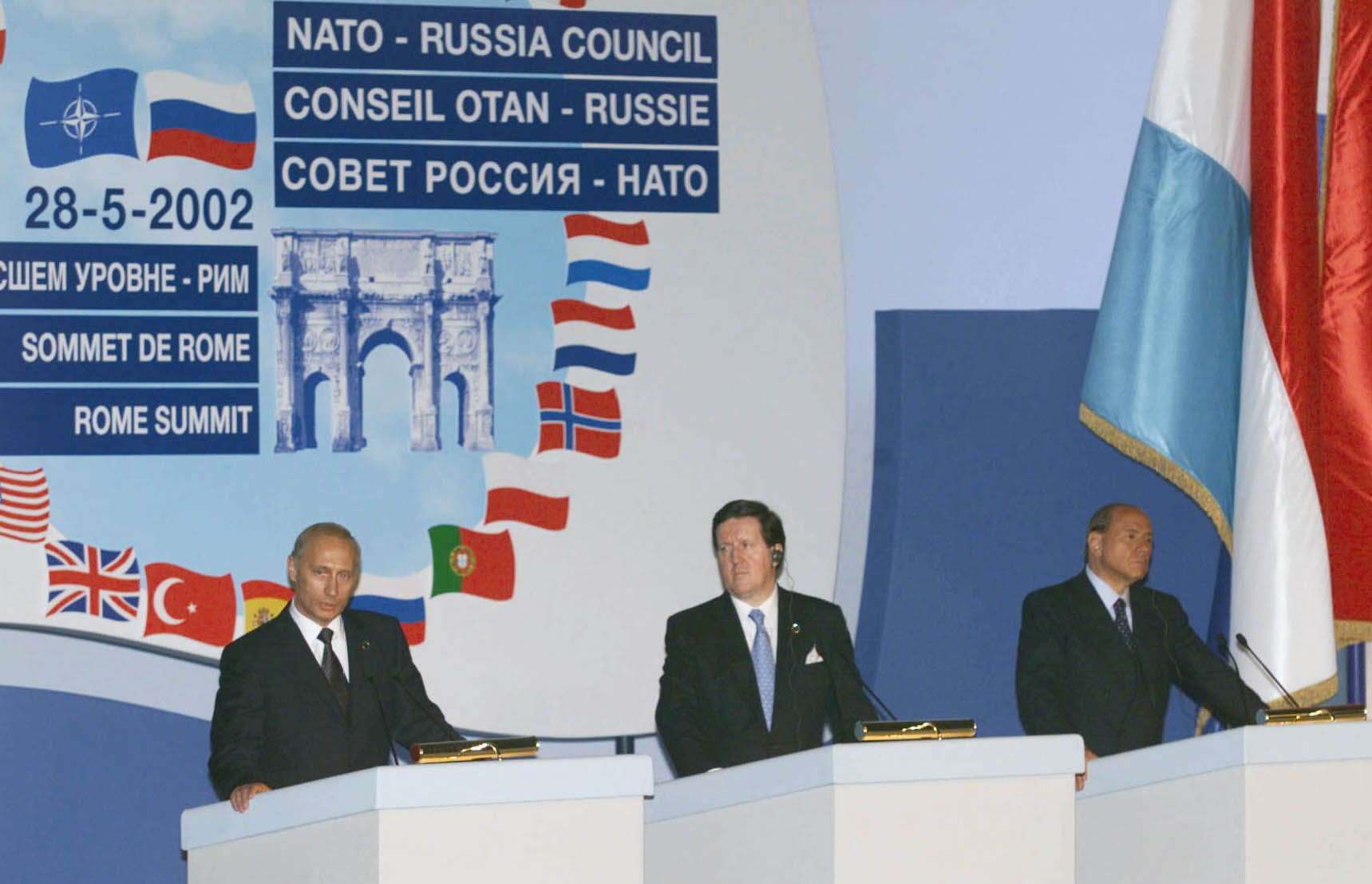
Putin, Berlusconi e o Secretário-Geral da OTAN, George Robertson, na Cimeira Rússia-OTAN em Roma, Itália, em 28 de maio de 2002

Em Fevereiro de 2007, na Conferência Anual de Munique sobre Política de Segurança, Putin criticou abertamente o que chamou de domínio monopolista dos Estados Unidos nas relações globais e "uso quase desenfreado da força nas relações internacionais". Neste discurso, que ficou conhecido como Discurso de Munique, Putin apelou a uma "ordem mundial justa e democrática que garantisse a segurança e a prosperidade não só para alguns poucos, mas para todos". No entanto, as suas observações foram recebidas com críticas por alguns delegados como o antigo secretário da OTAN, Jaap de Hoop Scheffer, que considerou o seu discurso "decepcionante e inútil".
Os meses que se seguiram ao discurso de Putin em Munique foram marcados pela tensão e por um aumento da retórica em ambos os lados do Atlântico. Contudo, tanto os responsáveis russos como os americanos negaram a ideia de uma nova Guerra Fria. O então Secretário de Defesa dos EUA, Robert Gates, disse na Conferência de Munique: "Todos nós enfrentamos muitos problemas e desafios comuns que devem ser abordados em parceria com outros países, incluindo a Rússia. ... Uma Guerra Fria foi o bastante."

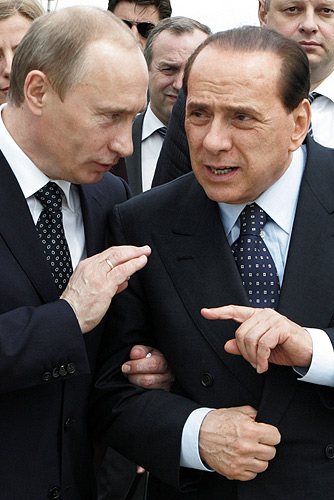
Putin com o primeiro-ministro italiano Silvio Berlusconi, em 2008

Putin continuou sua oposição pública a um escudo antimísseis dos EUA na Europa e apresentou ao presidente George W. Bush uma contraproposta em 7 de junho de 2007 de compartilhar o uso do sistema de radar da era soviética no Azerbaijão em vez de construir um novo sistema na República Tcheca. Putin expressou disposição de modernizar a Estação de Radar Gabala, que está em operação desde 1986. Putin propôs que não seria necessário colocar mísseis interceptadores na Polônia, mas os interceptadores poderiam ser colocados no Iraque ou na Turquia, país membro da OTAN. Putin sugeriu também o envolvimento igualitário dos países europeus interessados no projeto.
Putin se opôs fortemente à secessão do Kosovo da Sérvia. Ele chamou qualquer apoio a este ato de "imoral" e "ilegal". Ele descreveu a declaração de independência do Kosovo de 2008 como um “terrível precedente” que irá voltar a atingir o Ocidente “na cara”. Ele afirmou que o precedente do Kosovo destruirá de facto todo o sistema de relações internacionais, desenvolvido ao longo de séculos.
As relações de Putin com o ex-primeiro-ministro britânico Tony Blair, o ex-chanceler alemão Gerhard Schröder, os ex-presidentes franceses Jacques Chirac e Nicolas Sarkozy e o primeiro-ministro italiano Silvio Berlusconi foram relatadas como pessoalmente amigáveis. A relação "mais fria" e "mais empresarial" de Putin com a subsequente chanceler alemã, Angela Merkel, é frequentemente atribuída à educação de Merkel na antiga RDA, onde Putin estava destacado quando era agente da KGB.

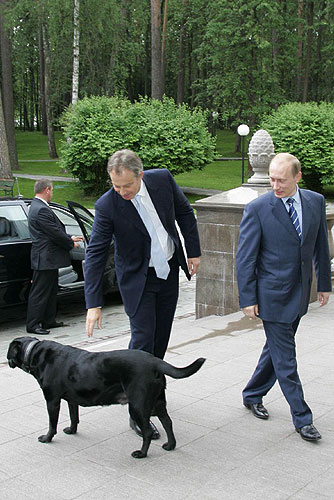
Putin, Koni e o primeiro-ministro britânico Tony Blair em 2005

Em meados da década de 2000, as relações entre a Rússia e o Reino Unido deterioraram-se quando o Reino Unido concedeu asilo político ao oligarca Boris Berezovsky, em 2003. Berezovsky, que morava em Londres, criticava Putin com frequência. O Reino Unido também concedeu asilo ao líder rebelde checheno Akhmed Zakayev e outras pessoas notáveis que fugiram da Rússia.
Em 2006, o presidente Putin introduziu uma lei que restringia organizações não governamentais (ONGs) de obter financiamento de governos estrangeiros. Isto resultou no encerramento de muitas ONG.
O final de 2006 trouxe relações tensas entre a Rússia e a Grã-Bretanha após a morte de Alexander Litvinenko em Londres por envenenamento com polônio-210. Em 20 de julho de 2007, o governo Gordon Brown expulsou "quatro enviados russos devido à recusa de Putin em extraditar o ex-agente da KGB Andrei Lugovoi, procurado no Reino Unido pelo assassinato do ex-espião em Londres". O governo russo, entre outras coisas, disse que suspenderia a emissão de vistos para funcionários do Reino Unido e congelou a cooperação no combate ao terrorismo em resposta à suspensão dos contatos da Grã-Bretanha com seu Serviço Federal de Segurança.

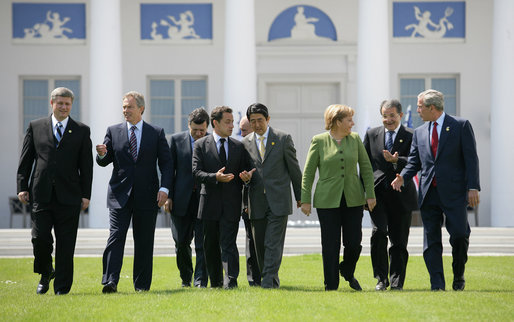
Líderes da 33ª cimeira do G8 em Heiligendamm, Alemanha, 2007

Em 1 de abril de 2014, a OTAN decidiu suspender a cooperação prática com a Rússia, em resposta à anexação da Crimeia pela Federação Russa.
Putin denunciou a ideia do “excepcionalismo americano”. Putin levantou a questão do comportamento da polícia em Ferguson em resposta às críticas à democracia na Rússia.
Um relatório divulgado em Novembro de 2014 destacou o fato de os encontros militares próximos entre a Rússia e o Ocidente (principalmente países da OTAN) terem atingido níveis da Guerra Fria, com 40 incidentes perigosos ou sensíveis registrados apenas nos oito meses, incluindo uma quase colisão entre um avião de reconhecimento russo e um avião de passageiros da Scandinavian Airlines que descolou da Dinamarca em Março de 2014 com 132 passageiros a bordo. O aumento sem precedentes em 2014 da atividade da força aérea e naval russa na região do Báltico levou a OTAN a intensificar a sua movimentação de longa data de aviões militares na Lituânia.

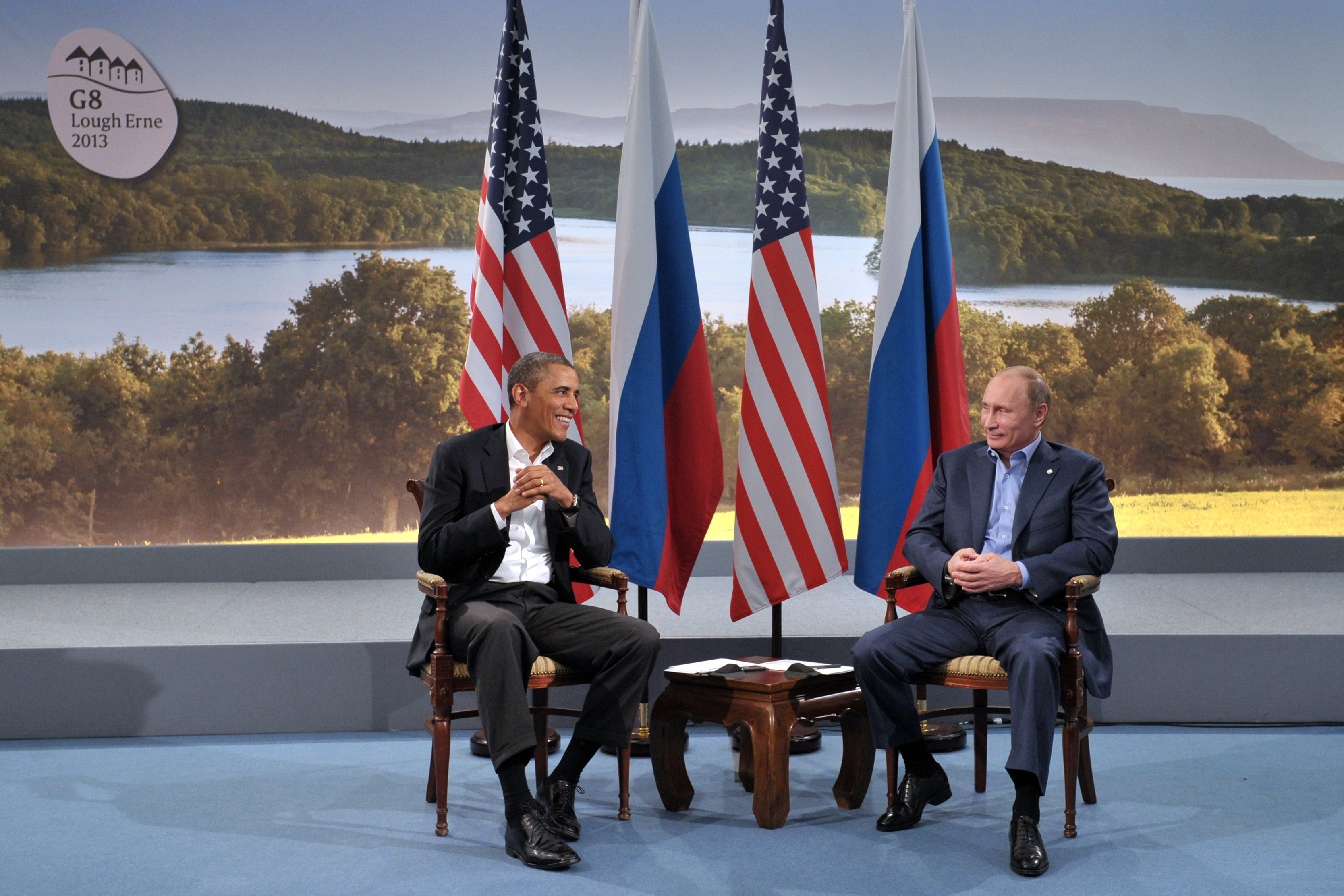
Putin e o presidente dos EUA, Barack Obama, na 39ª cúpula do G8 na Irlanda do Norte em 17 de junho de 2013

Uma atividade semelhante da Força Aérea Russa na região da Ásia-Pacífico, baseada na retoma do uso da base militar soviética anteriormente abandonada na Baía de Cam Ranh, no Vietnã, em 2014, foi oficialmente reconhecida pela Rússia em Janeiro de 2015. Em Março de 2015, o ministro da defesa da Rússia, Sergey Shoygu, disse que os bombardeiros estratégicos russos continuariam a patrulhar várias partes do mundo e a expandir-se para outras regiões.
Em Julho de 2014, os EUA acusaram formalmente a Rússia de ter violado o Tratado de Forças Nucleares de Alcance Intermédio (INF) de 1987 ao testar um míssil de cruzeiro de médio alcance lançado do solo (presumivelmente R-500, uma modificação do Iskander) e ameaçaram retaliar em conformidade.
O relatório do governo dos EUA de outubro de 2014 afirmou que a Rússia tinha 1.643 ogivas nucleares prontas para serem lançadas (um aumento em relação às 1.537 de 2011) – uma a mais que os EUA, ultrapassando assim os EUA pela primeira vez desde 2000; a capacidade implantada de ambos os países viola o tratado New START de 2010, que estabelece um limite de 1.550 ogivas nucleares. Da mesma forma, mesmo antes de 2014, os EUA tinham começado a implementar um programa em grande escala, avaliado em até um bilhão de dólares, destinado à revitalização geral da sua indústria de energia atômica.
No final de 2014, Putin aprovou uma doutrina militar nacional revista, que listou a concentração militar da OTAN perto das fronteiras russas como a principal ameaça militar.
No final de Junho de 2015, durante uma viagem à Estônia, o Secretário de Defesa dos EUA, Ashton Carter, disse que os EUA iriam implementar armas pesadas, incluindo tanques, veículos blindados e artilharia, na Bulgária, Estônia, Letônia, Lituânia, Polônia e Romênia. A medida foi interpretada pelos comentadores ocidentais como o início de uma reorientação da estratégia da OTAN. Foi chamado por um alto funcionário do Ministério da Defesa russo de ″o ato mais agressivo de Washington desde a Guerra Fria″.

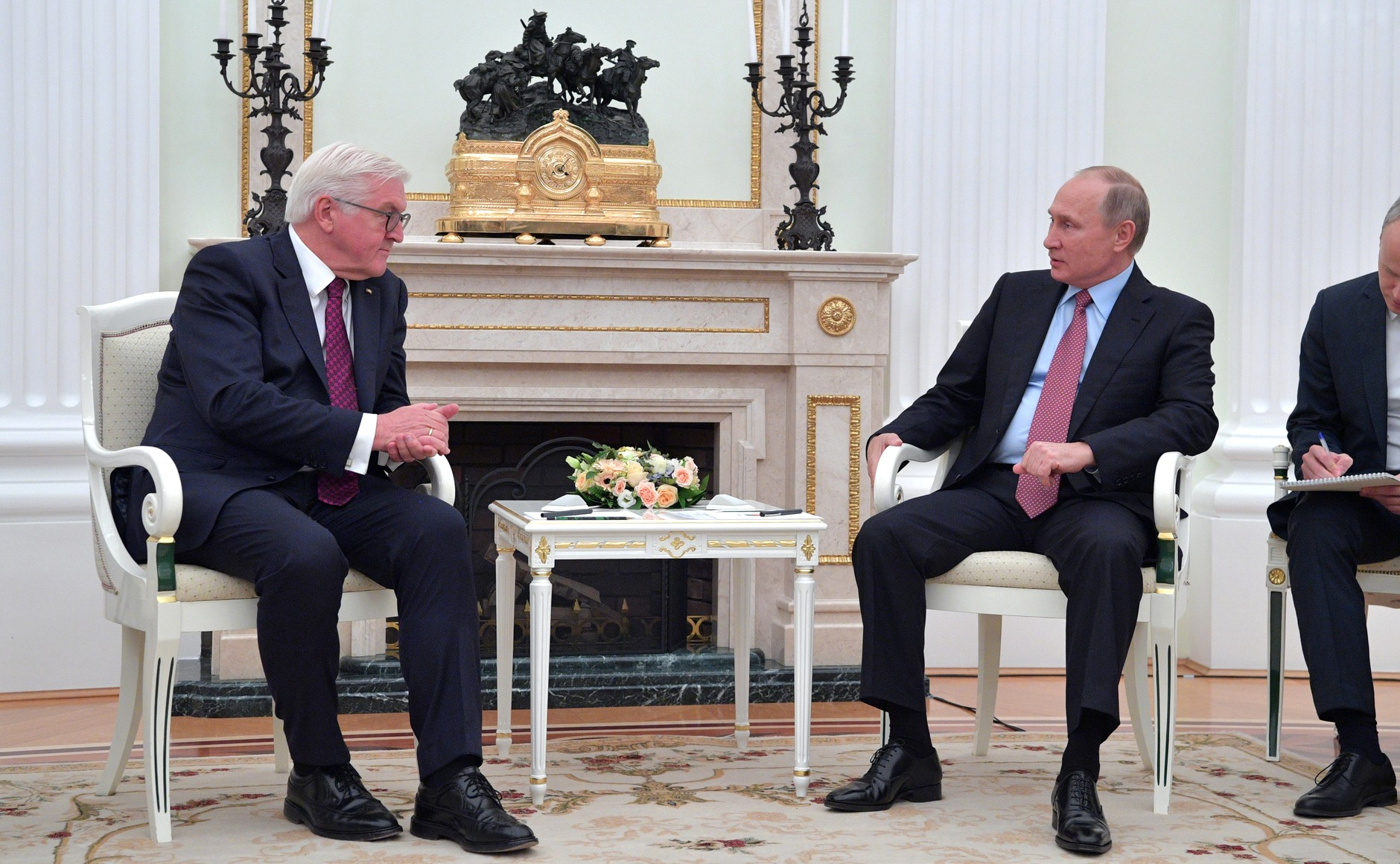
Encontro com o presidente alemão Frank-Walter Steinmeier em Moscou, 2017

Por seu lado, os EUA manifestaram preocupação com o anúncio de Putin de planos para adicionar mais de 40 novos mísseis balísticos ao arsenal de armas nucleares da Rússia em 2015. Observadores e analistas americanos, como Steven Pifer, notando que os EUA não tinham razão para se alarmar com os novos mísseis, desde que a Rússia permanecesse dentro dos limites do Novo START, viam o aumento da ameaça nuclear por parte da liderança russa como sendo principalmente um blefe e uma fanfarronice concebida para esconder as fraquezas da Rússia; no entanto, Pifer sugeriu que a motivação mais alarmante por trás desta retórica poderia ser Putin ver as armas nucleares não apenas como ferramentas de dissuasão, mas como ferramentas de coerção.
Entretanto, no final de Junho de 2015, foi relatado que o calendário de produção de um novo míssil balístico intercontinental termonuclear superpesado, Sarmat, equipado com MIRV russo, destinado a substituir os obsoletos mísseis SS-18 Satan da era soviética, estava a atrasar-se. Os comentadores também notaram as inevitáveis restrições financeiras e tecnológicas que dificultariam qualquer verdadeira corrida ao armamento com o Ocidente, se tal curso fosse seguido pela Rússia.
Em 25 de dezembro de 2022, numa entrevista para a televisão nacional, ele acusou o Ocidente de tentar destruir a Rússia e declarou abertamente que seu objetivo era "unir o povo russo".
Em 28 de julho de 2024, o presidente russo Vladimir Putin ameaça implantar mísseis de longo alcance que podem atingir toda a Europa, depois que os Estados Unidos anunciaram sua intenção de implantar mísseis de longo alcance na Alemanha a partir de 2026.

## Tensões em outros países europeus e relações com o antigo bloco soviético

O Bloco Oriental durante a Guerra Fria

A liderança russa sob a liderança de Putin considera que a fratura da unidade política no seio da UE e, especialmente, da unidade política entre a UE e os EUA constitui um dos seus principais objetivos estratégicos. A Rússia procura ganhar influência dominante nos antigos estados do Bloco de Leste que lhe são cultural e historicamente próximos, corroer e minar as instituições e os valores ocidentais, manipular a opinião pública e a formulação de políticas em toda a Europa.
Em Novembro de 2014, o governo alemão expressou publicamente a sua preocupação sobre o que considerou serem esforços de Putin para alargar a "esfera de influência" da Rússia para além dos antigos estados soviéticos nos Balcãs, em países como a Sérvia, Macedônia, Albânia e Bósnia, o que poderia impedir o progresso desses países no sentido da adesão à União Europeia.
Uma série de partidos políticos de extrema-direita e eurocéticos radicais da Europa foram relatados como sendo cortejados ou mesmo financiados pela Rússia. A abordagem ideológica da Rússia a este tipo de atividade é oportunista: apoia grupos de extrema-esquerda e de extrema-direita, com o objetivo de exacerbar as divisões nos estados ocidentais e desestabilizar a UE através de partidos políticos marginais que ganham mais influência. O sucesso destes partidos nas eleições europeias de Maio de 2014 causou preocupação quanto à formação de um bloco pró-Rússia coerente no Parlamento Europeu.
No início de Janeiro de 2015, eclodiram protestos públicos na Hungria contra a alegada aproximação da Rússia por parte do Primeiro-Ministro húngaro Viktor Orbán. Anteriormente, o seu governo tinha negociado empréstimos secretos com os russos, atribuído um importante contrato de energia nuclear à Rosatom e feito a Assembleia Nacional dar luz verde ao projeto de gasoduto da Rússia, em violação das ordens de bloqueio de Bruxelas.
No início de Abril de 2015, fontes da guarda de fronteira polaca foram citadas como tendo dito que Polônia estava planejando construir torres de observação ao longo da sua fronteira com o enclave russo de Kaliningrado; a medida foi associada pelos meios de comunicação social à confirmação oficial prévia, vagamente formulada, em Dezembro de 2013, da suposta implantação pela Rússia da sua modificação avançada de mísseis balísticos de teatro Iskander com capacidade nuclear no território do enclave, bem como a relatórios não oficiais mais recentes, de Março de 2015, da mesma natureza.
O primeiro-ministro do Montenegro, Milo Đukanović, declarou publicamente em Outubro de 2015 que a Rússia estava a patrocinar os protestos anti governamentais e anti OTAN em Podgorica.

## Relações com o Sul e o Leste da Ásia

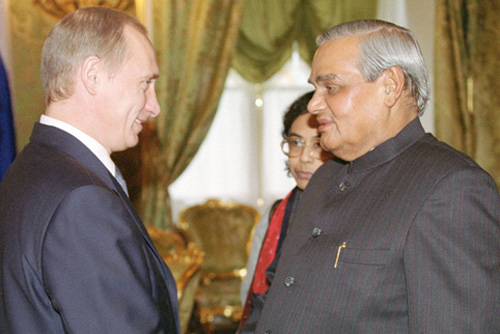
O ex-primeiro-ministro da Índia, Atal Bihari Vajpayee, com o presidente russo, Vladimir Putin, em novembro de 2001

Durante seu primeiro e segundo mandato, o volume de comércio bilateral entre a Índia e a Rússia foi modesto e ficou em US$ 3 bilhões, dos quais as exportações indianas para a Rússia foram avaliadas em US$ 908 milhões.
Ambos os países colaboram estreitamente em questões de interesse nacional partilhado, nomeadamente na ONU, no BRICS, G20. A Rússia também apoia fortemente que a Índia receba um assento permanente no Conselho de Segurança das Nações Unidas. Além disso, a Rússia apoiou abertamente a adesão da Índia ao NSG e à APEC. Além disso, também manifestou interesse em aderir à SAARC com estatuto de observador, do qual a Índia é membro fundador.

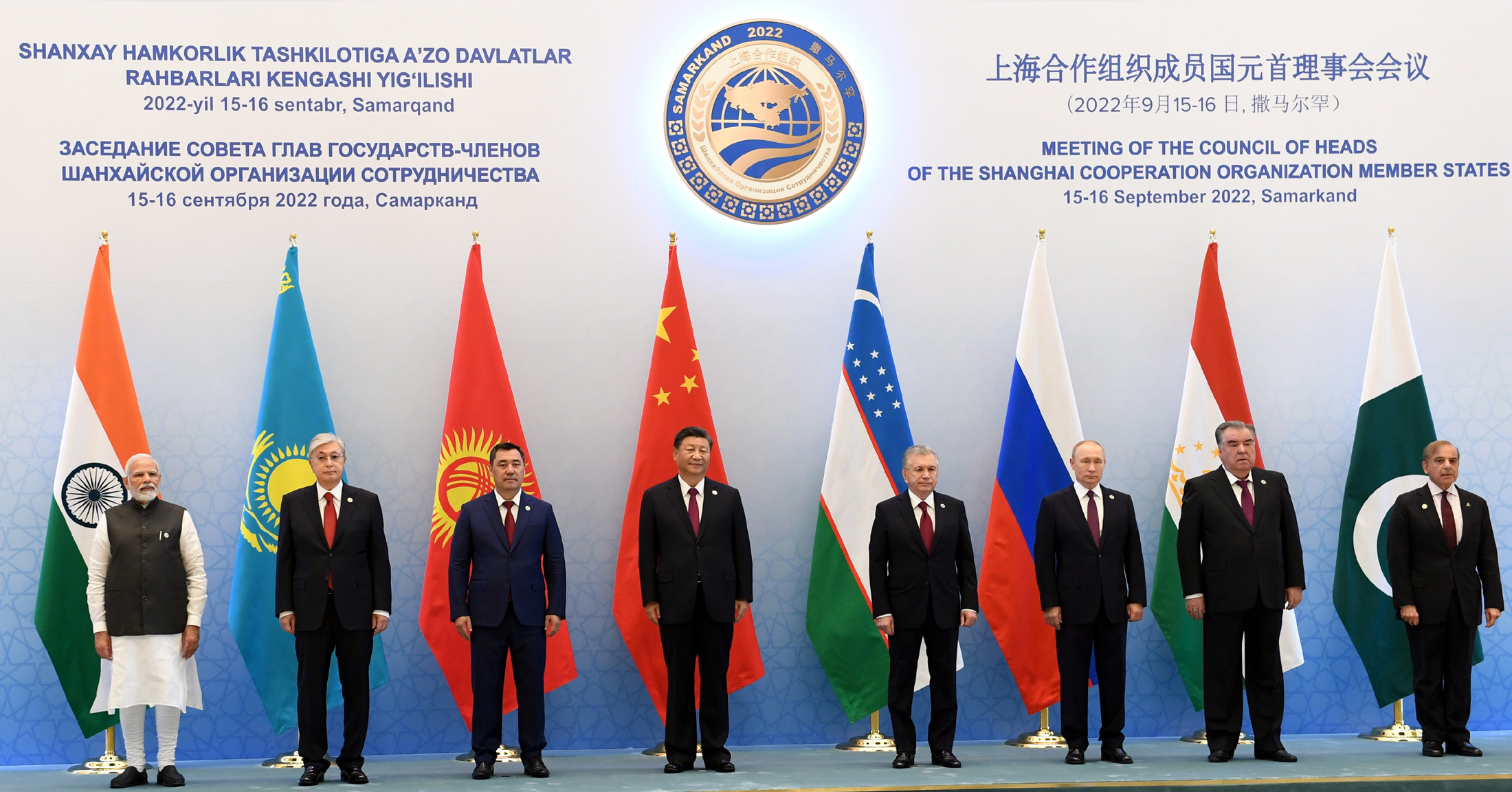
Putin com o líder chinês Xi Jinping, o primeiro-ministro indiano Narendra Modi e outros líderes na cúpula da Organização de Cooperação de Xangai em 16 de setembro de 2022

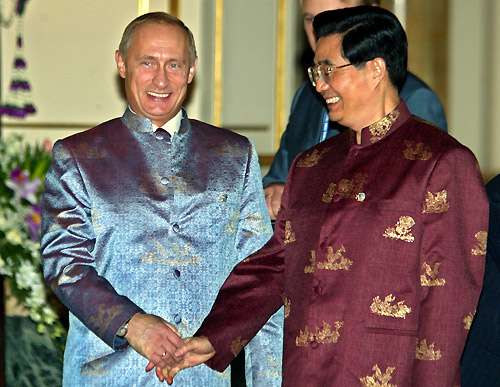
Vladimir Putin e Hu Jintao na Cúpula da APEC de 2003 na Tailândia

A Rússia de Putin mantém relações fortes e positivas com outros países BRIC. O país procurou fortalecer os laços, especialmente com a República Popular da China, assinando o Tratado de Amizade e construindo o oleoduto Transiberiano, voltado para as crescentes necessidades energéticas chinesas. A cooperação de segurança mútua dos dois países e seus vizinhos da Ásia Central é facilitada pela Organização de Cooperação de Xangai, fundada em 2001 em Xangai pelos líderes da China, Cazaquistão, Quirguistão, Rússia, Tajiquistão e Uzbequistão.

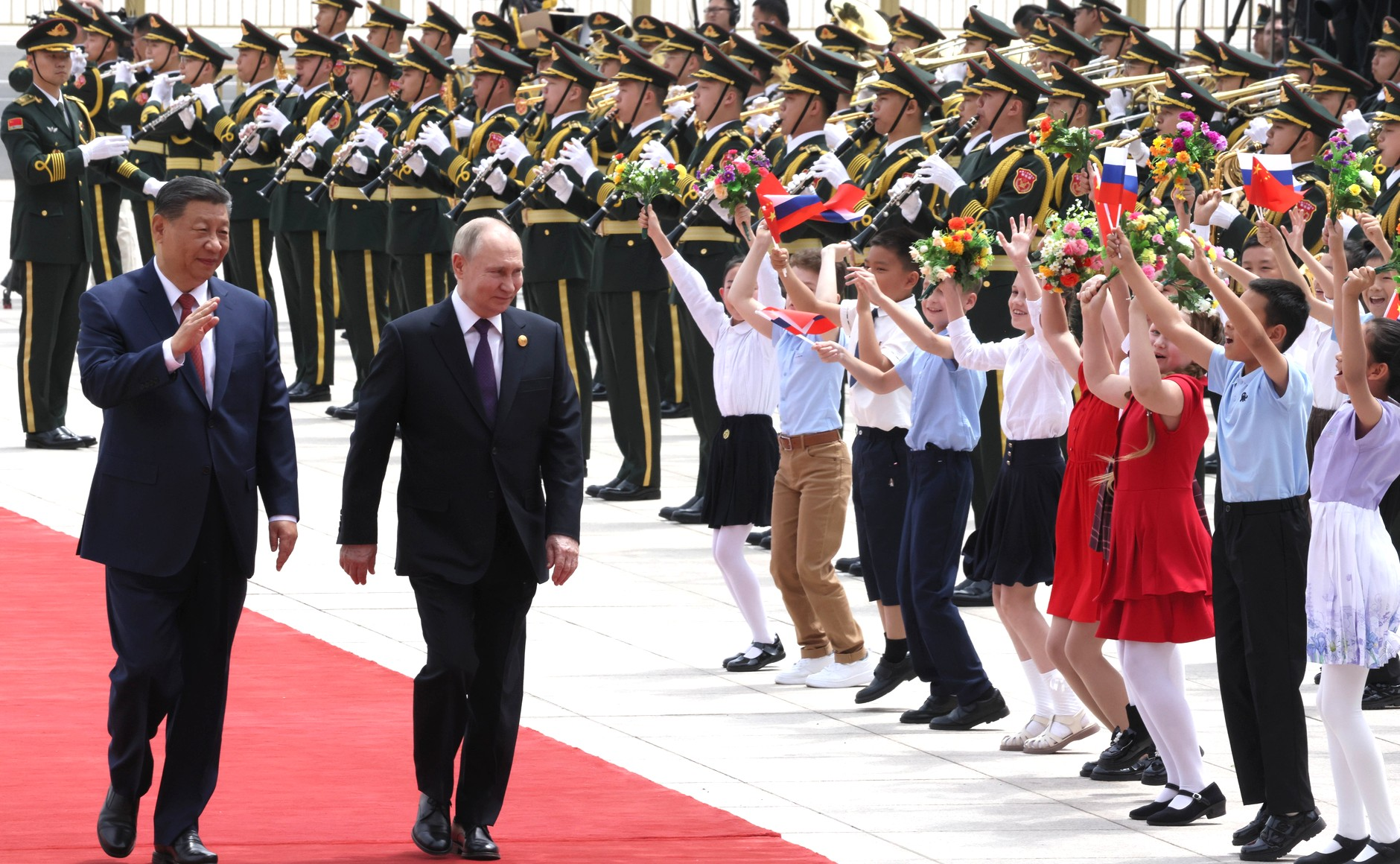
O presidente chinês Xi Jinping recebe Putin em Pequim durante a visita de Putin à China em maio de 2024

Na sequência dos exercícios militares da Missão de Paz de 2007, conduzidos conjuntamente pelos estados-membros da Organização de Cooperação de Xangai (OCX), Putin anunciou em 17 de Agosto de 2007 a retoma, numa base permanente, dos voos de patrulha de longa distância dos bombardeiros estratégicos Tu-95 e Tu-160 da Força Aérea Russa, que tinham sido suspensos desde 1992. O anúncio feito durante a cimeira da OCS à luz dos exercícios militares conjuntos russo-chineses, os primeiros na história a serem realizados em território russo.
Quando lhe foi apresentada a sugestão de que “os observadores ocidentais já estão a comparar a OCS a uma organização militar que se oporia à OTAN”, Putin respondeu que “este tipo de comparação é inapropriado tanto na forma como na substância”.

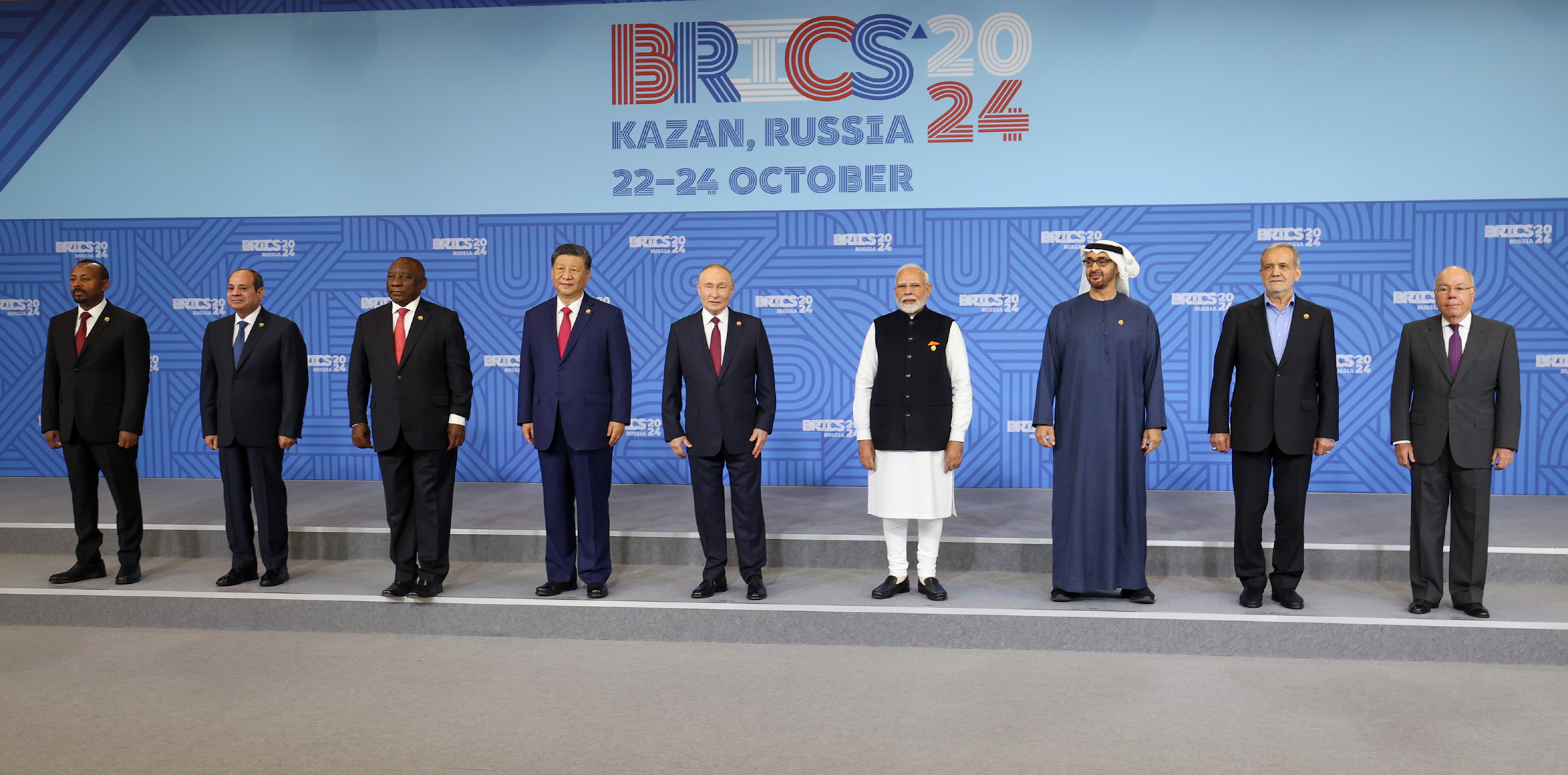
Putin com chefes de delegações na 16ª cúpula do BRICS em Kazan, Rússia, 23 de outubro de 2024

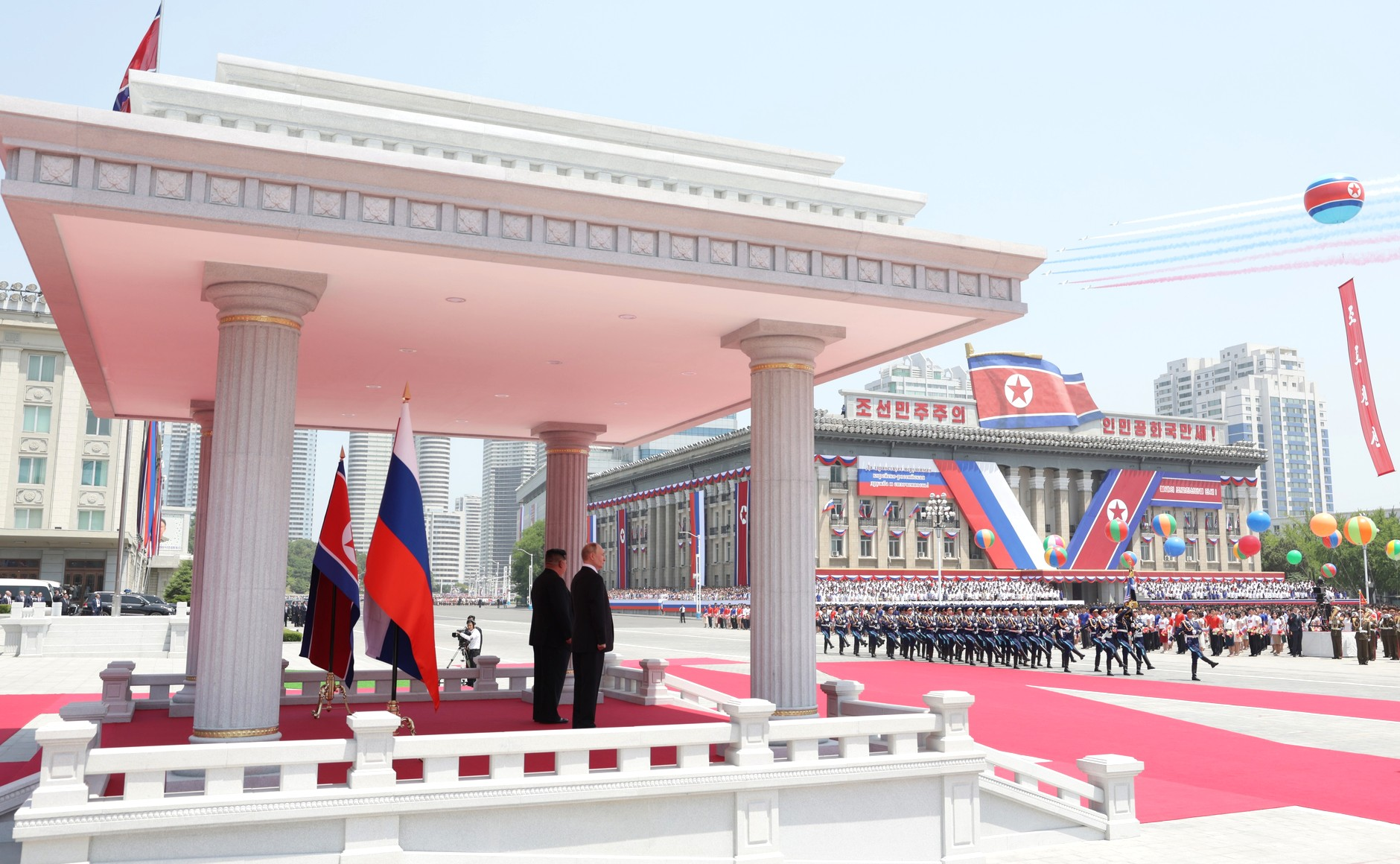
Putin e o líder norte-coreano Kim Jong Un em Pyongyang, Coreia do Norte, 19 de junho de 2024

De acordo com o Japan Times, a Rússia aumentou o seu apoio econômico à Coreia do Norte numa tentativa de equilibrar-se com uma potencial pressão liderada pelos EUA para derrubar o regime de Kim Jong-un. No caso de colapso do regime, a Rússia está preocupada em perder influência regional, bem como com a possibilidade de tropas americanas serem enviadas para a fronteira oriental da Rússia.

## Relações com os países do Médio Oriente e do Norte de África

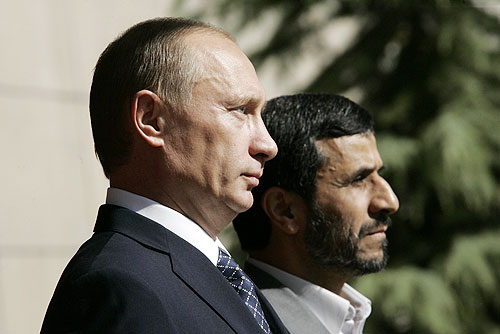
Putin com o presidente iraniano, Mahmoud Ahmadinejad, 2007

Em 16 de Outubro de 2007, Putin visitou o Irão para participar na Segunda Cimeira do Cáspio em Teerão, onde se encontrou com o Presidente iraniano Mahmoud Ahmadinejad. Outros participantes foram líderes do Azerbaijão, Cazaquistão e Turcomenistão. Esta foi a primeira visita de um líder soviético ou russo ao Irão desde a participação de Joseph Stalin na Conferência de Teerão em 1943, e marcou assim um acontecimento significativo nas relações Irão-Rússia.
Posteriormente, sob a presidência de Medvedev, as relações Irã-Rússia ficaram desiguais: a Rússia não cumpriu o contrato de venda ao Irã do S-300, um dos mais potentes sistemas de mísseis antiaéreos atualmente existentes. No entanto, especialistas russos concluíram a construção da primeira usina nuclear civil do Irã e do Oriente Médio, a Usina Nuclear de Bushehr, e a Rússia tem se oposto continuamente à imposição de sanções econômicas ao Irã pelos EUA e pela UE, além de alertar contra um ataque militar ao Irã. Putin foi citado a descrever o Irão como um "parceiro", embora tenha expressado preocupações sobre o programa nuclear iraniano.

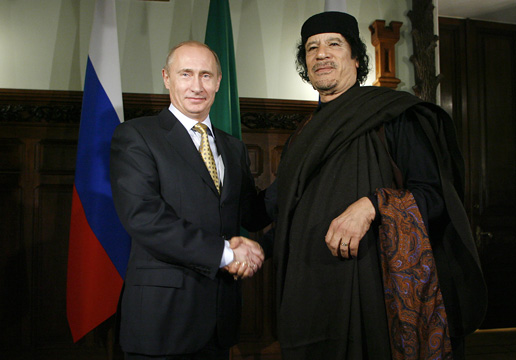
Encontro de Putin com o Coronel Muammar Gaddafi em 2008

Em abril de 2008, Putin visitou a Líbia, onde se encontrou com o líder Muammar Gaddafi, o país acolheu a ideia de criar um grupo de países exportadores de gás semelhante à OPEP, Putin se tornou o primeiro presidente russo a visitar a Líbia, ele comentou a visita como "Estamos satisfeitos com a maneira como resolvemos este problema. Estou absolutamente convencido de que a solução que encontramos ajudará as economias russa e líbia."
Putin condenou a intervenção militar estrangeira na Líbia, chamou a Resolução 1973 do Conselho de Segurança da ONU de "defeituosa e falha" e acrescentou: "Ela permite tudo. Assemelha-se aos apelos medievais para cruzadas.", Após a morte de Muammar Gaddafi, Putin chamou-a de "assassinato planejado" pelos EUA, ele perguntou "Eles mostraram ao mundo inteiro como ele (Gaddafi) foi morto" e "Havia sangue por todo lado. É isso que eles chamam de democracia?" Dmitri Trenin relata no The New York Times que de 2000 a 2010 a Rússia vendeu cerca de US$ 1,5 bilhão em armas para a Síria, tornando Damasco o sétimo maior cliente de Moscou. Durante a guerra civil síria, a Rússia ameaçou vetar quaisquer sanções contra o governo sírio, e continuou a fornecer armas ao regime.
Putin se opôs a qualquer intervenção estrangeira. Em 1º de junho de 2012, em Paris, ele rejeitou a declaração do presidente francês François Hollande, que pediu que Bashar al-Assad renunciasse. Putin repetiu o argumento do regime de Assad de que os militantes anti-regime foram responsáveis por grande parte do derramamento de sangue, e não pelos bombardeios das Forças Armadas Sírias e pelos assassinatos de civis atribuídos por sobreviventes e governos ocidentais aos apoiadores do regime.
Em 11 de setembro de 2013, foi publicada no The New York Times uma opinião, escrita por Putin, sobre acontecimentos internacionais relacionados com os Estados Unidos, a Rússia e a Síria.

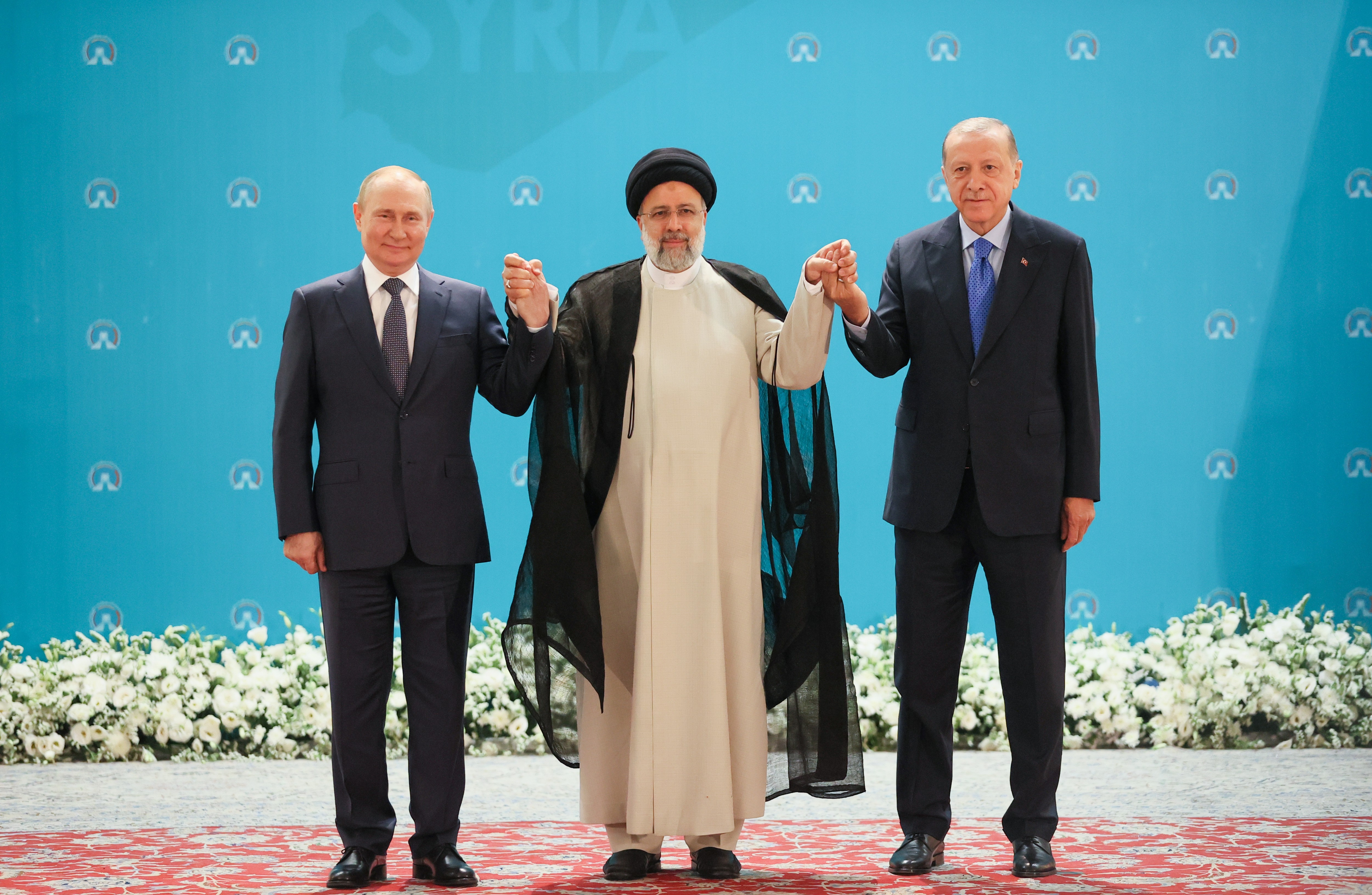
Putin com o presidente iraniano, Ebrahim Raisi e o presidente turco Recep Tayyip Erdoğan em Teerã, 19 de julho de 2022

## Relações com os estados pós-soviéticos
Uma série de chamadas revoluções coloridas nos estados pós-soviéticos, nomeadamente a Revolução das Rosas na Geórgia em 2003, a Revolução Laranja na Ucrânia em 2004 e a Revolução das Tulipas no Quirguistão em 2005, levaram a atritos nas relações desses países com a Rússia. Em Dezembro de 2004, Putin criticou a Revolução Rosa e Laranja, segundo ele: "Se tivermos revoluções permanentes corremos o risco de mergulhar o espaço pós-soviético num conflito sem fim".

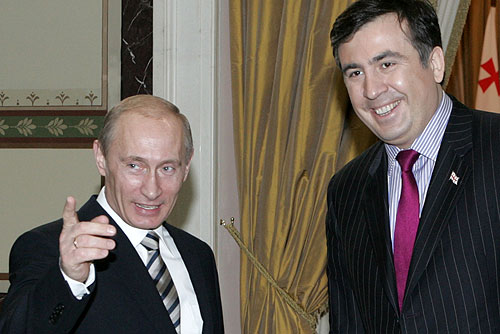
Encontro com Mikheil Saakashvili da Geórgia em 2008

Além de um choque de retóricas nacionalistas com os legados históricos comuns da União Soviética e do Império Russo, uma série de disputas econômicas surgiram entre a Rússia e alguns vizinhos, como a proibição russa de vinhos da Moldávia e da Geórgia em 2006. As políticas de Moscou sob Putin em relação a estes estados foram descritas como "esforços para intimidar os vizinhos democráticos" por John McCain em 2007.
Em alguns casos, como nas disputas de gás entre a Rússia e a Ucrânia, os conflitos econômicos afetaram outros países europeus, por exemplo, quando uma disputa de gás com a Ucrânia em Janeiro de 2009 levou a empresa estatal russa Gazprom a suspender as suas entregas de gás natural à Ucrânia, o que deixou vários estados europeus, para os quais a Ucrânia transita gás russo, com graves escassez de gás natural em Janeiro de 2009.

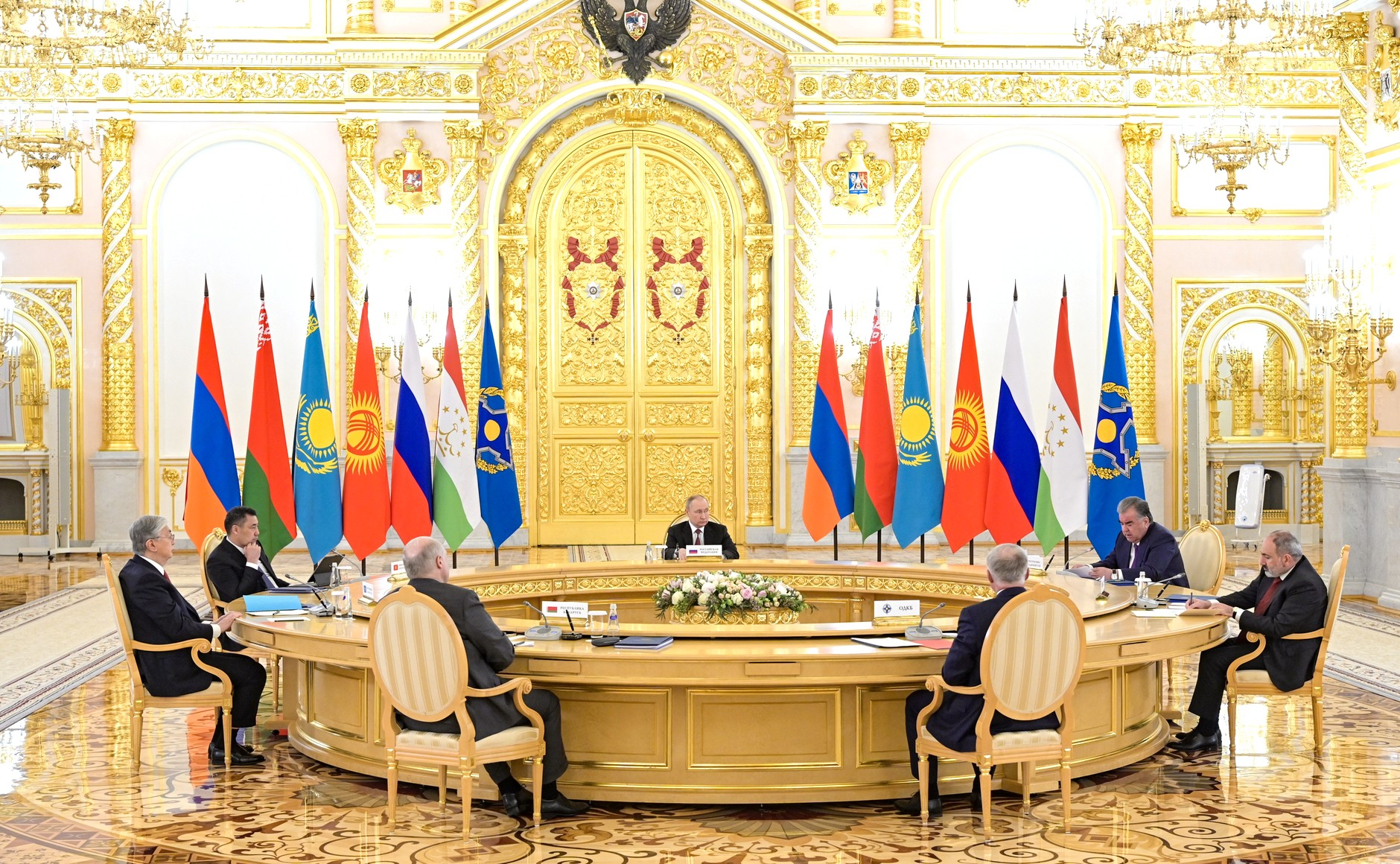
Putin sediou uma reunião da aliança militar liderada pela Rússia, a Organização do Tratado de Segurança Coletiva (CSTO), em Moscou, em 16 de maio de 2022

Em 2009, a disputa Rússia-Ucrânia foi resolvida por um acordo de longo prazo sobre a fórmula de preços, acordado pelos primeiros-ministros Vladimir Putin da Rússia e Yulia Tymoshenko da Ucrânia (mais tarde, quando o aumento dos preços globais do petróleo levou ao aumento dos preços do gás, o acordo tornou-se muito desfavorável para a Ucrânia; em outubro de 2011, Tymoshenko foi considerada culpada de abuso de poder ao intermediar o acordo de 2009 e foi condenada a sete anos de prisão).
Os planos da Geórgia e da Ucrânia de se tornarem membros da OTAN causaram algumas tensões entre a Rússia e esses estados. Em 2010, a Ucrânia abandonou estes planos. Putin declarou publicamente que a Rússia não tem intenção de anexar nenhum país.

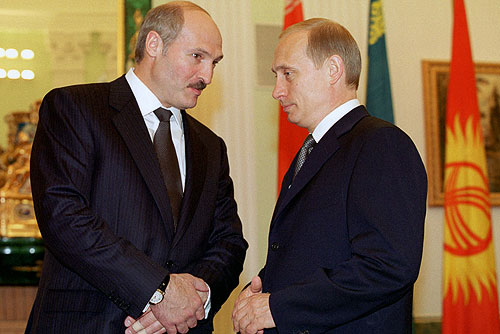
O presidente da Bielorrússia, Alexander Lukashenko, com Vladimir Putin em 2002. Apesar de uma série de disputas econômicas em meados dos anos 2000, a Bielorrússia continua sendo um dos aliados mais próximos da Rússia.

Em agosto de 2008, o presidente georgiano Mikheil Saakashvili tentou restaurar o controle sobre a separatista Ossétia do Sul, alegando que essa ação foi em resposta aos ataques na fronteira da Ossétia contra os georgianos e ao suposto aumento de forças russas não mantenedoras da paz. "Forças de paz" russas lutaram ao lado dos ossétios do Sul enquanto as tropas georgianas avançavam para a província e tomavam a maior parte da capital, Tskhinvali. No entanto, os militares georgianos foram rapidamente derrotados na Guerra da Ossétia do Sul de 2008, depois de forças russas regulares terem entrado na Ossétia do Sul e depois na Geórgia propriamente dita, e também terem aberto uma segunda frente na outra província separatista georgiana da Abcásia, juntamente com forças abcázias. Durante este conflito, de acordo com o alto diplomata francês Jean-David Levitte, Putin pretendia depor o presidente georgiano Mikheil Saakashvili e declarou: "Vou enforcar Saakashvili pelas bolas".
Durante a eleição presidencial ucraniana de 2004, Putin visitou a Ucrânia duas vezes antes da eleição para mostrar seu apoio ao primeiro-ministro ucraniano Viktor Yanukovych, que era amplamente visto como um candidato pró-Kremlin, e o parabenizou por sua vitória antecipada antes que os resultados oficiais da eleição fossem divulgados. O apoio pessoal de Putin a Yanukovych foi criticado como interferência injustificada nos assuntos de um estado soberano. De acordo com um documento descoberto durante o vazamento de telegramas diplomáticos dos Estados Unidos, Putin "desafiou implicitamente" a integridade territorial da Ucrânia na Cúpula do Conselho OTAN-Rússia de 4 de abril de 2008, em Bucareste, Romênia. Numa reunião televisiva com blogueiros militares, a 13 de Junho de 2023, Putin declarou que o vencedor das eleições presidenciais ucranianas de 2004, Viktor Yushchenko, tinha chegado ao poder com a ajuda de um golpe de estado, que "pelo menos ocorreu de uma forma relativamente pacífica".
O Presidente da Ucrânia eleito durante a Revolução Laranja, Viktor Yushchenko, foi sucedido em 2010 por Viktor Yanukovych, o que levou à melhoria das relações com a Rússia. A Rússia conseguiu expandir o arrendamento da base da sua Frota do Mar Negro na cidade ucraniana de Sebastopol em troca de preços mais baixos do gás para a Ucrânia (tratado de 2010 da Base Naval Ucraniana-Russa para Gás Natural).

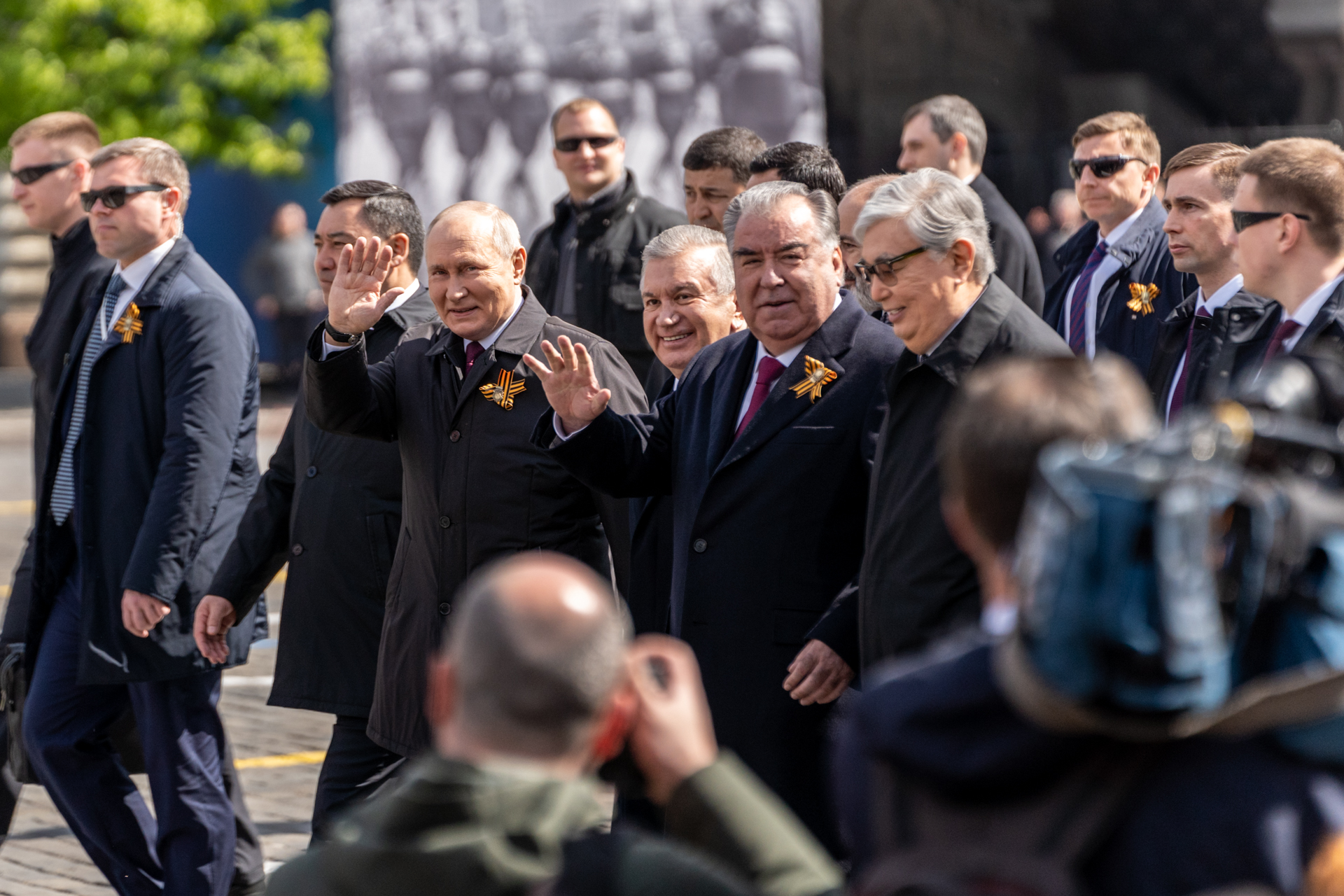
Putin e líderes pós-soviéticos da Ásia Central no Desfile do Dia da Vitória de Moscou em 2023

Apesar das tensões existentes ou passadas entre a Rússia e a maioria dos estados pós-soviéticos, Putin seguiu a política de integração eurasiana. A União Aduaneira da Bielorrússia, Cazaquistão e Rússia já trouxe unidade econômica parcial entre os três estados, e a proposta União Eurasiática é considerada uma continuação dessa união aduaneira. Putin aprovou a ideia de uma União Eurasiática em 2011. Em 18 de Novembro de 2011, os presidentes da Bielorrússia, do Cazaquistão e da Rússia assinaram um acordo, estabelecendo como meta a criação da União Eurasiática até 2015.

### Intervenção na Ucrânia e anexação da Crimeia

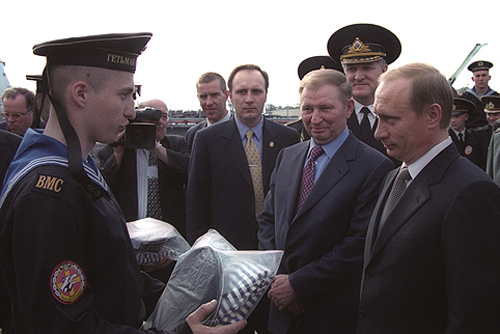
O presidente Putin em Sebastopol (Crimeia) a bordo da fragata da Marinha Ucraniana Hetman Sahaidachny com o presidente ucraniano Leonid Kuchma em 18 de abril de 2000

Durante a cimeira de Bucareste de 2008, Vladimir Putin declarou que a Ucrânia "na sua forma atual" era uma criação artificial porque a URSS lhe tinha oferecido a Ucrânia oriental e meridional pela Rússia e que a Crimeia foi dada à Ucrânia pelo Presidium do Soviete Supremo. Putin também afirmou que um terço da população da Ucrânia era de etnia russa. De acordo com a publicação da Springer Publishing de Outubro de 2010, Key Players and Regional Dynamics in Eurasia: The Return of the 'Great Game', Putin também disse ao Presidente dos EUA, George W. Bush, que se a Ucrânia aderisse à OTAN, a Rússia separaria a Ucrânia oriental e a Crimeia da Rússia e enxertaria-as na Rússia. Numa reunião televisiva com blogueiros militares, em 13 de junho de 2023, Putin declarou que a entrada da Ucrânia na OTAN, tal como foi discutido em 2008, significaria que "os territórios históricos com uma população de língua russa estão na OTAN".
Em 27 de Fevereiro de 2014, as tropas russas capturaram locais estratégicos na Crimeia, Embora a Rússia tenha inicialmente afirmado que os seus militares não estavam envolvidos nos acontecimentos, Putin admitiu mais tarde que as tropas foram destacadas para "apoiar as forças de autodefesa da Crimeia". No mesmo dia em que o governo pró-russo de Aksyonov foi instalado na Crimeia, eles organizaram o referendo sobre o estatuto da Crimeia e a declaração de independência da Crimeia em 16 de março de 2014. A Rússia incorporou formalmente a Crimeia em 18 de março de 2014. A Rússia foi excluída uma semana depois do grupo G8 em consequência da anexação da Crimeia.

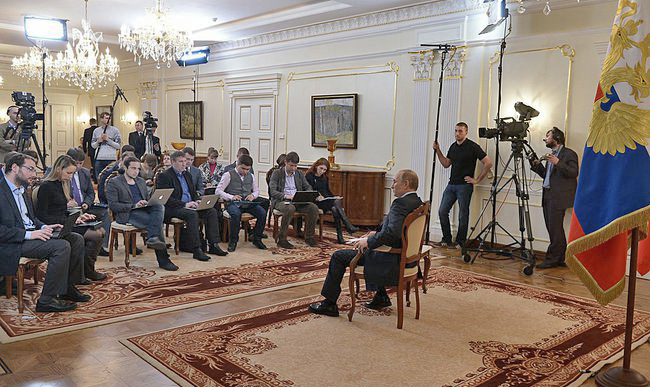
Vladimir Putin fala à imprensa em 4 de março sobre a anexação da Crimeia

A anexação da Crimeia ocorreu durante protestos pró-Rússia mais amplos no sul e leste da Ucrânia, nos quais a República Popular de Donetsk e a República Popular de Luhansk, grupos separatistas armados apoiados pela Rússia na região de Donbas, na Ucrânia, declararam-se unilateralmente independentes da Ucrânia (em abril de 2014), levando a um conflito armado com as forças do governo ucraniano. As repúblicas proclamadas permaneceram não reconhecidas por nenhum dos estados-membros da ONU, incluindo a Rússia, embora a Rússia reconheça (desde fevereiro de 2017) documentos emitidos por ela, como documentos de identidade, diplomas, certidões de nascimento e casamento e matrículas de veículos. De 2019 a maio de 2021, a Rússia emitiu mais de 650.000 passaportes russos internos entre uma população total não confirmada das repúblicas não reconhecidas. A Rússia foi acusada de ajudar, incluindo o envio de tropas militares para lutar ao lado das forças separatistas, as repúblicas separatistas, mas sempre negou isso.

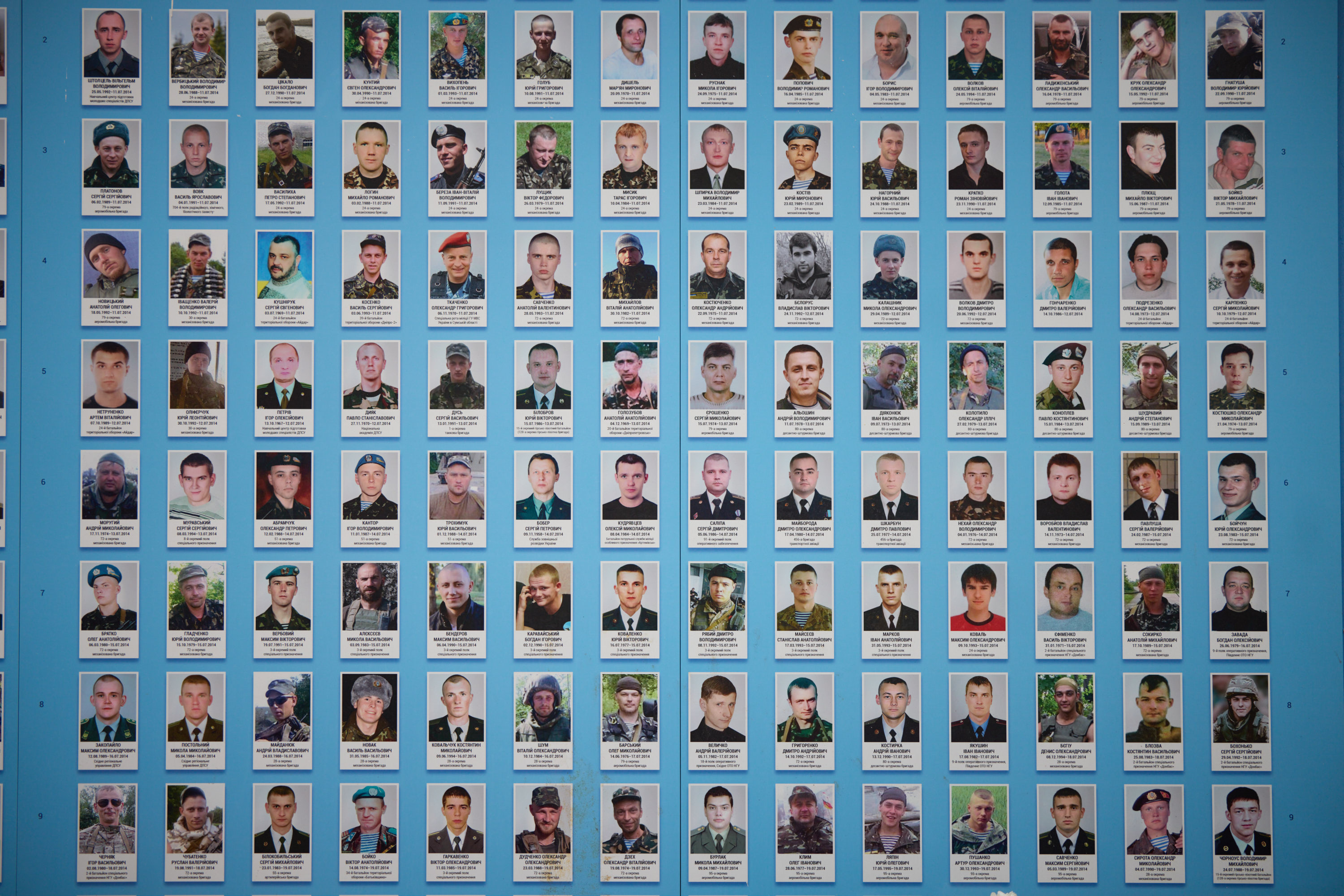
Um mural de soldados ucranianos que morreram durante a guerra em Donbas em 2014

Quando em Junho de 2017 o parlamento ucraniano consagrou na lei a prioridade da Ucrânia de aderir à OTAN, o secretário de imprensa de Putin, Dmitry Peskov, respondeu dizendo que um alargamento da OTAN para leste "ameaça a nossa segurança e o equilíbrio de forças na região da Eurásia. Naturalmente, o lado russo tomará todas as medidas necessárias para reequilibrar a situação e garantir a nossa própria segurança".
Em 14 de setembro de 2020, o presidente ucraniano Volodymyr Zelenskyy aprovou a nova Estratégia de Segurança Nacional da Ucrânia, "que prevê o desenvolvimento de uma parceria distintiva com a OTAN com o objetivo de adesão à OTAN".

#### Invasão russa da Ucrânia em 2022

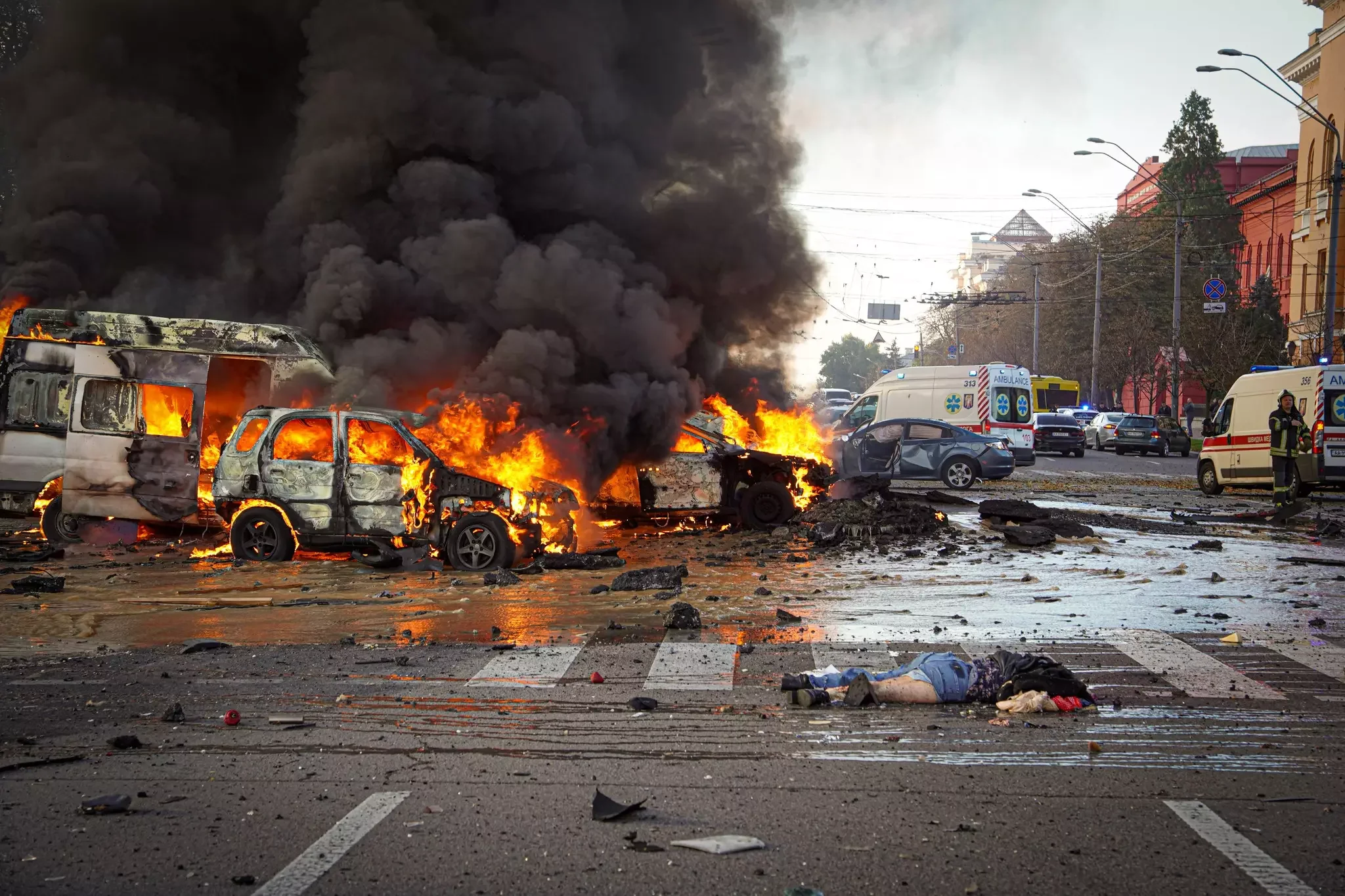
Ruas de Kiev após ataques de foguetes russos em 10 de outubro de 2022

Em 24 de fevereiro de 2022, a Rússia lançou uma invasão em grande escala da Ucrânia. No seu discurso televisivo anunciando a invasão, Putin usou a falsa imagem da Ucrânia como um estado neonazi. Putin chamou a “desnazificação” da Ucrânia de um dos objetivos da invasão e afirmou que “os neonazistas tomaram o poder na Ucrânia”. Putin também mencionou que (para impedir o leste) o alargamento da OTAN foi uma das razões para a invasão. Dirigindo-se aos cidadãos da Ucrânia, ele relacionou as ações da Rússia com a autodefesa contra as ameaças criadas para ela e "um desastre ainda maior do que o que está acontecendo hoje", dizendo: "Não importa o quão difícil seja, peço que entendam isso e apelo à interação para virar esta página trágica e seguir em frente juntos." Putin afirmou que não havia planos para ocupar o território ucraniano e que ele apoiava o direito dos povos da Ucrânia à autodeterminação. O Ministério da Defesa da Rússia garantiu que as suas tropas não tinham como alvo cidades ucranianas, mas que as suas ações se limitavam a atacar cirurgicamente e incapacitar as infraestruturas militares ucranianas. O ministério alegou que não houve qualquer ameaça à população civil.
Numa reunião televisionada com bloguistas militares em 13 de junho de 2023, Putin afirmou que a Rússia e a Ucrânia tinham chegado a "um bom acordo sobre como resolver a situação atual por meios pacíficos" em março de 2022 em Istambul, mas que os ucranianos tinham "deitado tudo fora" após a retirada das tropas russas de Kiev após a (fracassada) ofensiva russa de 2022 em Kiev.
Em 17 de junho de 2022, Putin declarou no Fórum Econômico Internacional de São Petersburgo que a Rússia não era contra a adesão da Ucrânia à UE, "porque não é uma organização militar, um bloco político militar, como a OTAN".

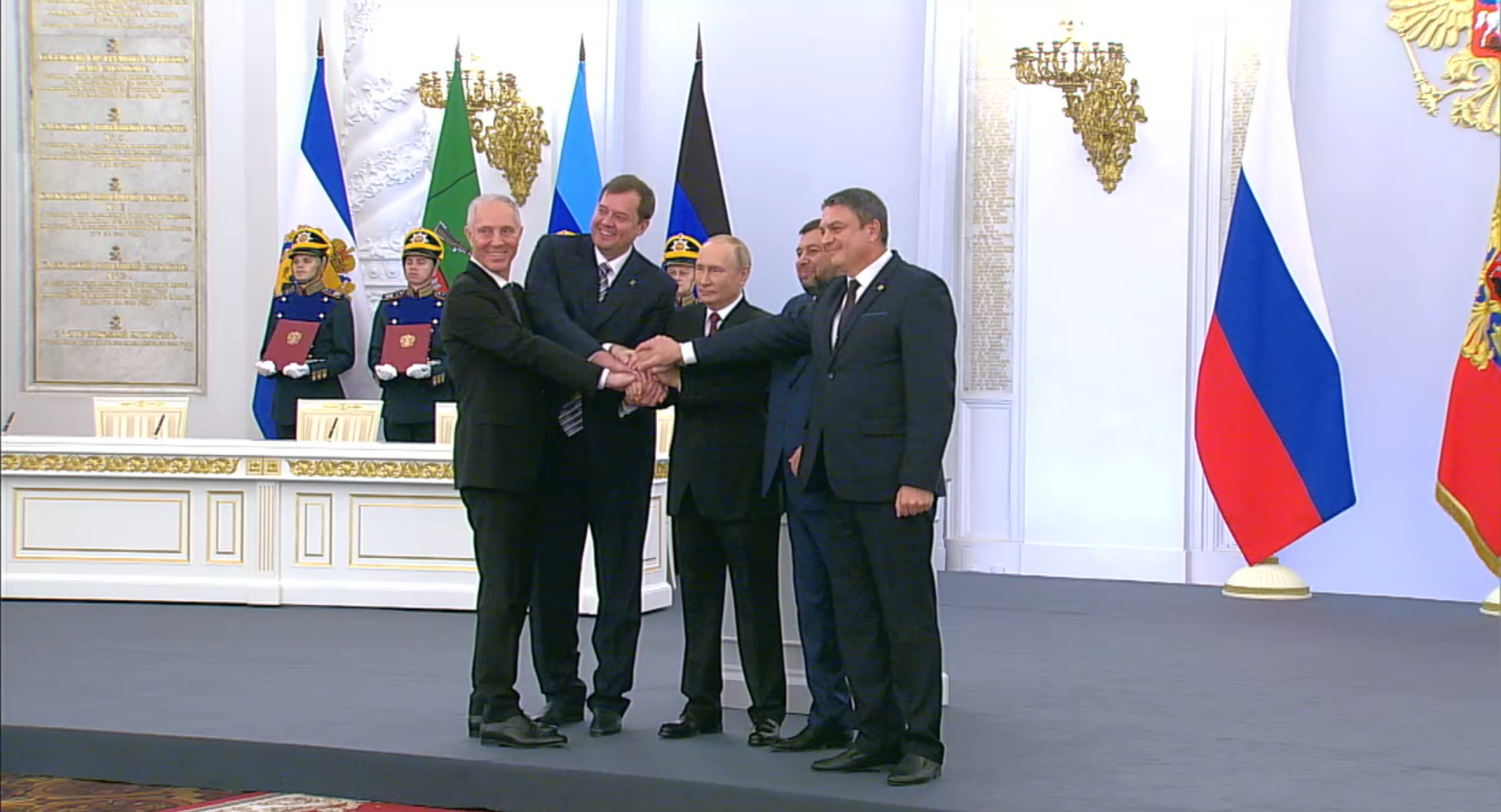
Putin e a Rússia nomearam administradores de seus territórios ocupados na Ucrânia Volodymyr Saldo, Yevgeny Balitsky, Denis Pushilin e Leonid Pasechnik após a anexação desses territórios em 30 de setembro de 2022

Numa reunião do Conselho de Segurança da ONU de 14 de Janeiro de 2023, o Representante Permanente da Rússia nas Nações Unidas, Vasily Nebenzya, declarou que "só quando a ameaça à Rússia deixar de emanar do território da Ucrânia e quando a discriminação contra a população de língua russa deste país terminar" é que poderá pôr fim às suas acções militares. Nebenzya continuou dizendo que "Caso contrário, Moscou obterá o que quer militarmente". Nebenzya afirmou ainda que a Rússia não quer “a destruição da Ucrânia como Estado, mas sim a desucranização e a russificação forçada".
Em 30 de maio de 2023, Putin declarou que a Rússia atacou o território da Ucrânia, mas o fez "com armas de longo alcance e alta precisão e teve como alvo precisamente instalações de infraestrutura militar, ou armazéns com munição ou combustível e lubrificantes usados em operações de combate". Os ataques, na realidade, tiveram como alvo áreas civis além do campo de batalha, particularmente infraestruturas de energia críticas, o que é considerado um crime de guerra.
Em 3 de novembro de 2023, Putin declarou que no século XVI a Ucrânia "consistia em três oblasts: a cidade de Kiev e os oblasts de Kiev, Zhytomyr e Chernihiv. De acordo com Putin "A União Soviética foi formada e uma vasta Ucrânia foi formada, em primeiro lugar, em grande medida, às custas das terras do sul da Rússia - toda a região do Mar Negro e assim por diante - embora todas essas cidades, como você sabe, tenham sido fundadas por Catarina, a Grande, após uma série de guerras com a Turquia, o Império Otomano. Putin afirmou que "Se tudo tivesse corrido bem na Ucrânia, se o povo russo, a língua russa e a cultura russa tivessem sido tratados normalmente, e se não tivesse havido esses golpes de estado", a anexação russa da Crimeia em 2014 e a Guerra Russo-Ucraniana não teriam ocorrido, mas tiveram de ocorrer "para proteger as pessoas desta abominação nazi".

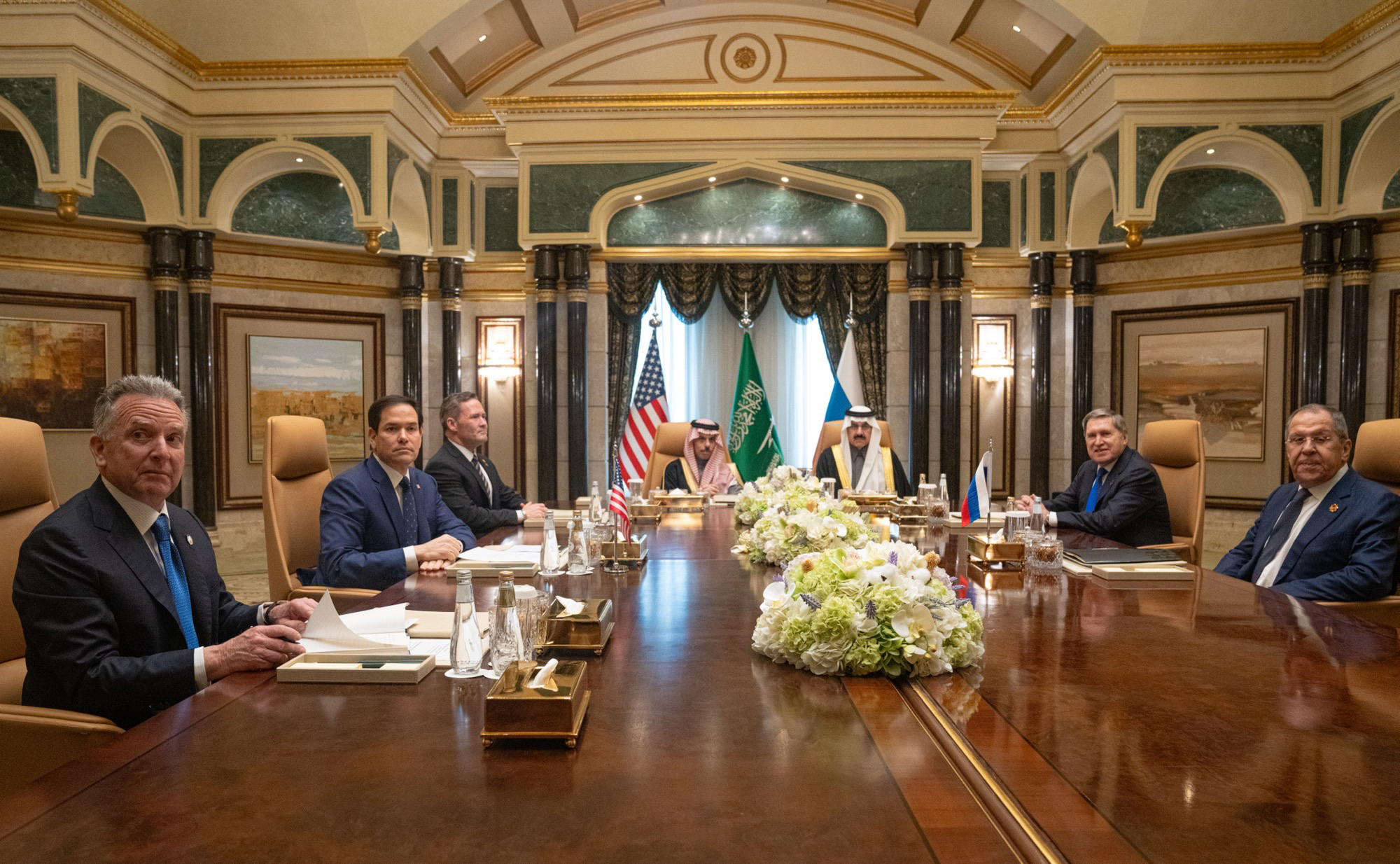
Autoridades dos EUA, Arábia Saudita e Rússia se reúnem em Riad em 18 de fevereiro de 2025

Em uma entrevista transmitida em 24 de fevereiro de 2025 (com o jornalista da All-Russia State Television and Radio Broadcasting Company) Putin afirmou que a Rússia e os Estados Unidos queriam alcançar a paz na Ucrânia o mais rápido possível. Na opinião de Putin, o presidente ucraniano Volodymyr Zelenskyy, a quem se referiu como "o actual chefe do regime", estava no caminho da paz. Ele continuou afirmando que Zelenskyy foi "um fator na desintegração da Ucrânia, [Donald] Trump percebe isso e quer revitalizar o ambiente político lá, para criar condições para a sobrevivência do estado ucraniano." Na entrevista, Putin afirmou que a Rússia não é contra a preservação do estado ucraniano, mas enfatizou que o país não deve ser usado como uma "cabeça de ponte hostil"; "Para que eventualmente se torne um estado vizinho amigável." Simultaneamente na entrevista, Putin rotulou os territórios ocupados pela Rússia na Ucrânia como "os novos territórios" que ele chamou de "nossos territórios históricos, que retornaram à Federação Russa." Putin (continuou) afirmou que o presidente Zelenskyy era contra as negociações de paz porque isso levaria ao levantamento da lei marcial na Ucrânia, após o que Zelenskyy perderia a eleição presidencial para Valerii Zaluzhnyi. Em 23 de Fevereiro, o Presidente Zelenskyy declarou numa conferência de imprensa internacional em Kiev: "Se para alcançar a paz realmente precisam que eu desista do meu posto - estou pronto." Zelenskyy também afirmou "Não estarei no poder durante décadas." O Presidente Zelenskyy também sugeriu nesta conferência de imprensa que as exigências russas de eleições na Ucrânia, e a alegação de que ele próprio era "um Presidente ilegítimo", faziam parte de uma "ampla" campanha de desinformação russa. Ele continuou salientando que as eleições na Ucrânia são ilegais ao abrigo da lei marcial e que "seria impossível que os soldados que se encontram nas trincheiras participassem".

## Tensões em outros países ex-soviéticos
Além da Geórgia, os outros dois estados do Cáucaso, Armênia e Azerbaijão, também fazem parte da rivalidade entre a Rússia e o Ocidente. Os dois países são rivais de longa data e têm uma longa disputa sobre o controle de Nagorno-Karabakh. A Arménia tem laços estreitos com a Rússia, enquanto o Azerbaijão tem laços estreitos com os Estados Unidos e a Turquia, ambos membros da OTAN. No entanto, a OTAN também tem laços com a Arménia, e tanto a Arménia como o Azerbaijão têm sido especulados como potenciais futuros membros da OTAN. A Arménia negociou um Acordo de Associação com a União Europeia, mas, tal como a Ucrânia, decidiu rejeitar o acordo em 2013. No ano seguinte, a Arménia votou a favor da adesão à União Económica Eurasiática, a zona de comércio livre apoiada pela Rússia que procura rivalizar com a União Europeia. No entanto, os líderes arménios também trabalharam no sentido de um acordo de comércio livre com a UE.

### Moldávia

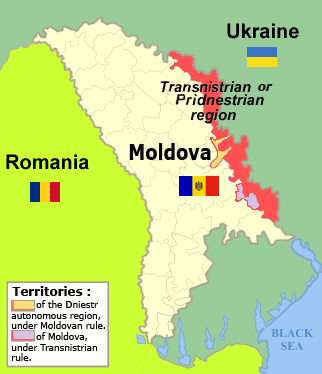
A Transnístria é um território separatista na Moldávia.

As eleições parlamentares moldavas de 2014 foram uma vitória para uma aliança de partidos pró-integração ocidental. A Moldávia também abriga uma região separatista, conhecida como Transnístria, que forma a Comunidade para a Democracia e os Direitos das Nações, juntamente com a Abkházia, a Ossétia do Sul e o Nagorno-Karabakh.
Em 2014, a Transnístria realizou um referendo no qual votou pela adesão à União Económica Eurasiática, e a Rússia tem uma forte influência na região. Uma concentração de forças russas na fronteira entre a Ucrânia e a Rússia levou o comandante da OTAN, Philip Breedlove, a especular que a Federação Russa poderia tentar atacar a Moldávia e ocupar a Transnístria.

## Relações com a Austrália, América Latina e outro

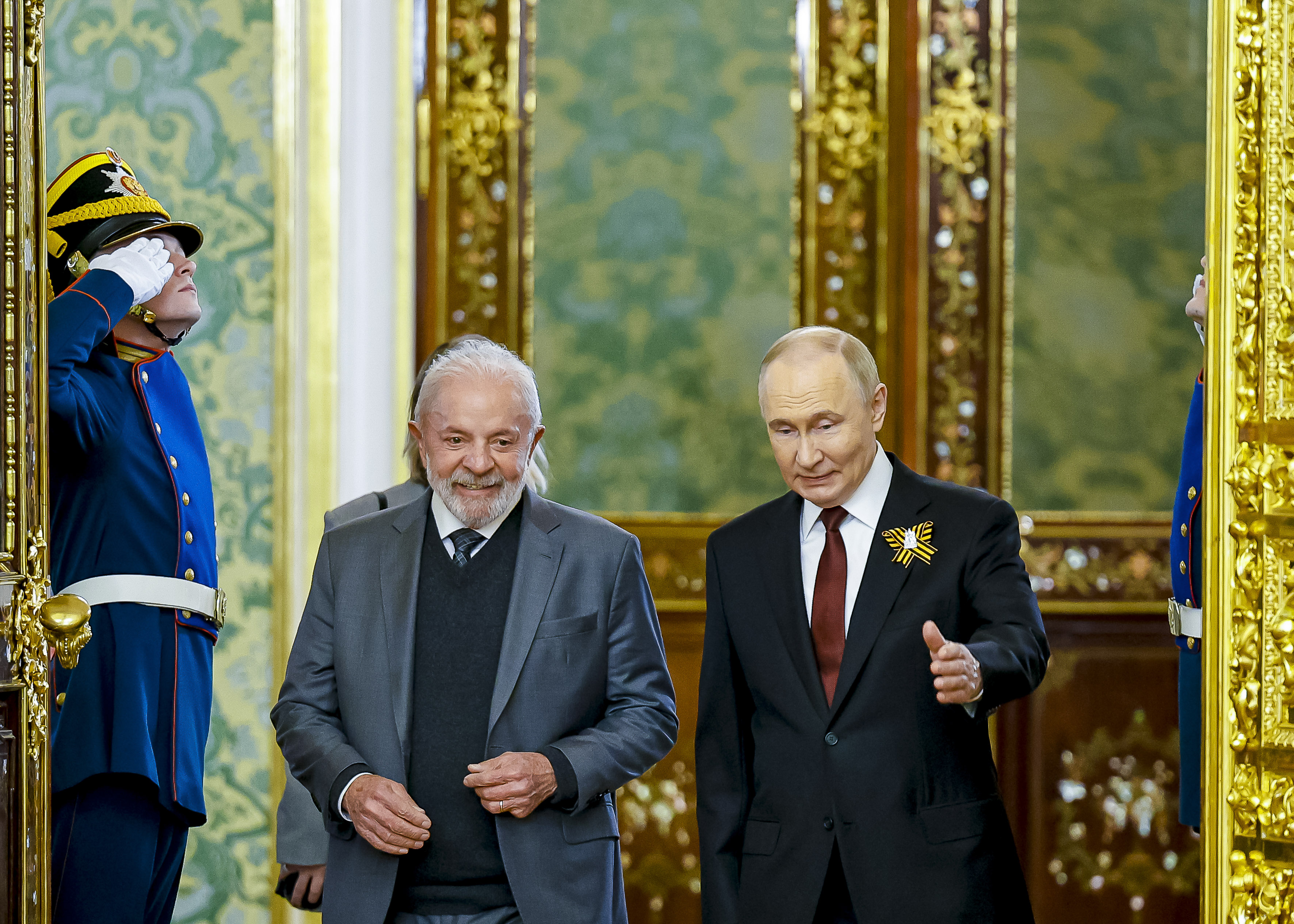
Vladimir Putin e Luiz Inácio Lula da Silva em Moscou, maio de 2025

Putin e seu sucessor Medvedev mantêm relações calorosas com Hugo Chávez, da Venezuela. Grande parte disto aconteceu através da venda de equipamento militar; desde 2005, a Venezuela comprou mais de 4 mil milhões de dólares em armas à Rússia. Em Setembro de 2008, a Rússia enviou bombardeiros Tupolev Tu-160 para a Venezuela para realizar voos de treino. Em Dezembro de 2008, ambos os países realizaram um exercício naval conjunto no Mar das Caraíbas.
No início de 2000, Putin restabeleceu laços mais fortes com Cuba, sob Fidel Castro. Putin manteve boas relações com a Venezuela sob o sucessor de Chávez, Nicolás Maduro, apoiando-o depois que a OTAN e a União Europeia romperam relações com a Venezuela devido a alegações de fraude nas eleições presidenciais de 2018. Em Dezembro de 2018, a Rússia e a Venezuela realizaram novamente exercícios militares conjuntos e, em 2020, a CNBC declarou que a Rússia era o principal aliado geopolítico da Venezuela.
Em 2022, tanto Cuba como a Venezuela manifestaram apoio à invasão russa da Ucrânia.
Em Setembro de 2007, Putin visitou a Indonésia e, ao fazê-lo, tornou-se o primeiro líder russo a visitar o país em mais de 50 anos. No mesmo mês, Putin também participou da reunião da APEC realizada em Sydney, Austrália, onde se encontrou com o primeiro-ministro australiano John Howard e assinou um acordo comercial de urânio. Esta foi a primeira visita de um presidente russo à Austrália.